# 1952 في بلغاريا
فيما يلي قوائم الأحداث التي وقعت خلال عام 1952 في بلغاريا.

## رياضة
- 1 يناير – الدوري البلغاري الممتاز 1952 الفائز سسكا صوفيا.
- 1 يناير – كأس بلغاريا 1952 الفائز سلافيا صوفيا.

## مواليد

### أبريل
- 17 أبريل – جورجي ستويمنوف ملاكم بلغاري.

### مايو
- 25 مايو – بيتار ستويانوف

### يوليو
- 9 يوليو – أندري زيليازكوف لاعب كرة قدم بلغاري.
- 12 يوليو – إيرينا بوكوفا دبلوماسية بلغارية.

### أغسطس
- 5 أغسطس – جورجي ماماليف ممثل كوميدي بلغاري.

### سبتمبر
- 7 سبتمبر – فوين فوينوف لاعب كرة قدم بلغاري.

## وفيات

### مايو
- 2 مايو – كينا كونوفا (مواليد 1872)